# Piąta pora roku (film)
Piąta pora roku – polski dramat obyczajowy z 2012 roku, w reżyserii Jerzego Domaradzkiego. Film otrzymał nominację do nagrody Orzeł oraz LLF.
Zdjęcia do filmu realizowane były w: Katowicach, Nikiszowcu, Siemianowicach Śląskich, Bogucicach, Rogowie, Górze Kalwarii, Dźwirzynie, Sarbinowie i Unieściu.

## Fabuła
Film opowiada o podróży Barbary (Ewa Wiśniewska) i Wiktora (Marian Dziędziel) ze Śląska nad Morze Bałtyckie.

## Obsada
| Aktor                   | Rola                    |
| ----------------------- | ----------------------- |
| Ewa Wiśniewska          | Barbara                 |
| Marian Dziędziel        | Wiktor                  |
| Andrzej Grabowski       | Bogdan                  |
| Agnieszka Mandat        | Irena                   |
| Teresa Szmigielówna     | matka gospodarza Romana |
| Leszek Lichota          | gospodarz Roman         |
| Grzegorz Kwas           | Marian                  |
| Joanna Falkowska-Misiak | Miriam                  |
| Natalia Rybicka         | autostopowiczka         |
| Gabriela Oberbek        | tirówka                 |
| Ewa Leśniak             | żona Bogdana            |
| Tatiana Sosna-Sarno     | Niemka                  |
| Bohdan Świderski        | Niemiec                 |

.